# TTF Liebherr Ochsenhausen
Le TTF Liebherr Ochsenhausen est un club allemand de tennis de table, basé à Ochsenhausen dans le Bade-Wurtemberg.

## Histoire du club
Créé en 1956, le club est resté pendant longtemps dans l'anonymat. Puis en 1989, Jindrich Pansky, Rudi Stumper et Erwin Becker sont arrivés au club et ont propulsé l'équipe masculine de la Régionale à la Bundesliga 1. En 1996, le club remporte le premier trophée majeur de son histoire, la Coupe d'Europe Nancy-Evans.
L'année suivante, le club réalise un doublé en conservant la Coupe d'Europe mais en remportant son premier titre de Champion d'Allemagne. Ils seront à nouveau titrés en Bundesliga en 2000 et réaliseront doublé Championnat-Coupe en 2004, et deviennent à cette occasion triple tenants du titre de la Coupe d'Allemagne. L'année 2009 aurait pu être un être une bonne année pour le club. Cependant les hommes s'inclinent en finale de la Coupe d'Allemagne et surtout en finale de la Ligue des Champions, à chaque fois face au Borussia Düsseldorf.

## Palmarès
- Ligue des champions :
  - Finaliste en 2009
- Coupe d'Europe Nancy-Evans (2) :
  - Vainqueur en 1996 et 1997
  - Finaliste en 2014
- Championnat d'Allemagne (5) :
  - Champion en 1997, 2000, 2004, 2019 et 2025.
- Coupe d'Allemagne (4) :
  - Vainqueur en 2002, 2003, 2004, 2019 et 2025
  - Finaliste en 2009 et 2020

## Effectif 2013/2014
- Ryu Seung Min : no 17 mondial
- Kïril Skachkov : no 46 mondial
- Liam Pitchford : no 145 mondial
- Simon Gauzy  : no 101 mondial

## Effectif 2024/2025
- Simon Gauzy  : no 39 mondial
- Hugo Calderano  : no 6 mondial
- Shunsuke Togami  : no 18 mondial
- Tiago Abiodun : no 239 mondial
- Leonardo Iizuka  : no 34 mondial

## Anciens joueurs
- Alexei Smirnov
- Fedor Kuzmin
- Dmitri Mazunov
- Ma Wenge
- Peter Franz
- Richard Prause
- Jörgen Persson
- Lengerov Kostadin
- Adrian Crișan
- Chuan Chih-yuan
- Pär Gerell